# Доверяй делам
Доверяй делам (укр. Довiряй дiлам) — политическая партия Украины, официально созданная 2 июня 2019 года, де-факто — в 2015 году.
Председателем партии является городской голова Одессы Геннадий Труханов.

## История
Партия появилась в 2015 году после окончания местных выборов на Украине и формирования фракций в Одесском городском совете. Партию в основном сформировали бывшие члены «Партии регионов», которые были нацелены на поддержку городского головы Одессы Геннадия Труханова.

### Внеочередные выборы в Верховную Раду Украины 2019 года
В мае 2019 года партию анонсировали главы Одессы и Харькова Геннадий Кернес и Геннадий Труханов, объявив об объединении перед Парламентскими выборами на Украине 2019 и создании Партии мэров. Многие связывали партию с украинским олигархом Игорем Коломойским, чего тот сам не отвергал. Но Геннадий Кернес в своем интервью после анонсирования партии опроверг эти слухи, заявив о том, что партию никто не консультировал и что никаких связей с Игорем Коломойским партия не поддерживает.
7 июня 2019 года партии «Оппозиционный блок», «Партия мира и развития», «НАШИ», «Возрождение» и «Доверяй делам» объединились перед парламентскими выборами. На выборах Оппозиционный блок набрал 3,3% голосов и не смог пройти в Верховную Раду 9 созыва.

### Местные выборы 2020 года
В июне 2020 года Геннадий Кернес заявил, что идёт на местные выборы вместе со своей политической силой «Блок Кернеса - Успешный Харьков», на комментарии почему он не пошёл на выборы вместе с «Доверяй Делам» или «Оппозиционным Блоком» он заявил, что не имеет к этим политическим силам никакого отношения.
В сентябре того же года, прошёл съезд партии «Доверяй Делам» на котором было заявлено об участии на местных выборах в Одесской области и в самом городе Одесса выдвинув кандидатом на пост городского головы Геннадия Труханова. По результатам выборов Геннадий Труханов победил в первом туре голосования с результатом 34,40%, а его ближайшим соперником стал экс-глава Одесской ОГА, кандидат от ОПЗЖ Николай Скорик с результатом 17,93%. В городской совет Одессы партия «Доверяй Делам» получила 23,77%, а в Областной совет — 10,62%, заняв третье место.

## Скандалы
В подпольном борделе одесского района был задержан депутат горсовета Одессы Андрей Кисловский из партии "Доверяй делам" .

## Руководство
После объединения сопредседателями партии стали городские главы Харькова и Одессы Геннадий Кернес и Геннадий Труханов, ранее состоявшие в «Партии регионов». После слияния партии «Доверяй делам» и Оппозиционного блока, Геннадий Кернес и Геннадий Труханов получили места в первой десятке Оппозиционного Блока. В 2020 году единым главой партии является Геннадий Труханов.